# Toivo Reingoldt
Toivo Reingoldt (Kotka, 15 marzo 1906 – 28 settembre 1941) è stato un nuotatore finlandese.

## Carriera
Specializzato nella rana, fu campione continentale sulla distanza dei 200 m ai campionati europei di Parigi 1931.

## Palmarès
- Europei:

Parigi 1931: oro nei 200 m rana.